# Arne Sandstø
Arne Sandstø (Bergen, 21 ottobre 1966) è un allenatore di calcio ed ex calciatore norvegese, di ruolo centrocampista, tecnico dell'IFK Värnamo.

## Carriera

### Giocatore

#### Club
Sandstø ha giocato in carriera, per Norna-Salhus, Brann, Bergen Nord, Varegg, ancora al Bergen Nord e per le squadre tedesche dell'Hertha Berlino e del Tennis Borussia Berlino. È tornato poi in patria, al Lillestrøm e infine all'Odd Grenland.

### Allenatore
Ha iniziato la carriera da allenatore alla guida dell'Odd Grenland nel 2007. Sotto la sua guida, la squadra si è mantenuta stabilmente nella massima serie fino alla retrocessione avvenuta nel 2007. Nel 2000 ha condotto inoltre i bianconeri alla vittoria della Coppa di Norvegia, la prima dopo 69 anni.
Dal 2008 Sandstø ha allenato diverse squadre del secondo livello del calcio norvegese. In quell'anno guidò lo Start alla promozione. Nel 2010 portò il Løv-Ham, in difficoltà economiche, a una sorprendente qualificazione ai play-off. Nel 2011 e nel 2012 ottenne due terzi posti consecutivi con il Sandefjord, sfiorando la promozione. Nel 2016 condusse il FK Jerv al terzo posto e ai play-off, ottenendo il miglior piazzamento nella storia del club.
Il 15 gennaio 2016 è stato scelto come nuovo allenatore del Jerv. Al primo anno ha portato la squadra al terzo posto e ai play-off, ottenendo il miglior piazzamento nella storia del club. Il 26 agosto 2017 ha rinnovato il contratto col club fino al 31 dicembre 2019.
L'11 luglio 2023 Sandstø ha lasciato la panchina del Jerv. Nella stessa giornata è entrato a far parte dello staff del Midtjylland, in Danimarca, come assistente di Thomas Thomasberg. Ha mantenuto il ruolo fino al dicembre 2024.
Il 12 maggio 2025, invece, è stato presentato come nuovo capo allenatore dell'IFK Värnamo, squadra che in quel momento occupava l'ultimo posto nell'Allsvenskan 2025 con solo un punto in classifica dopo otto giornate.

## Palmarès

### Allenatore

#### Competizioni nazionali
- Norgesmesterskapet: 1

Odd Grenland: 2000